# Abeozen
Abeozen es el seudónimo con el que es conocido Fañch Eliès (en francés François Eliès) (1896-1963); fue un prosista y dramaturgo bretón, en lengua bretona.
Durante la ocupación, estuvo a cargo de la emisora de radio Radio Roazhon-Breizh, que comenzó a emitir en noviembre de 1940. Aunque la responsabilidad de la emisora pasó a Roparz Hemon, Abezoen continuó contribuyendo a su programación, escibiendo la primera obra de teatro para radio en bretón.
Tras la liberación de Francia, Abezoen fue arrestado en 1944 y permaneció trece meses en prisión. Puesto en libertad en 1945, se le prohibió ejercer la enseñanza y vivir en Bretaña. Trabajo como corrector de textos en París. Volvió a Bretaña en 1954, instalándose en La Baule, donde residiría hasta su fallecimiento.

## Obra
- Dremm an Ankou (El rostro de la muerte)(1942)
- Hervelina Geraouell (1943)
- Pirc'hirin Kala-goañv (libro de cuentos) (ed. 1969)